# Namibia na Mistrzostwach Świata w Lekkoatletyce 2017
Namibia na Mistrzostwach Świata w Lekkoatletyce 2017 – reprezentacja Namibii podczas Mistrzostw Świata w Londynie liczyła 5 zawodników, którzy nie zdobyli żadnego medalu.

## Rezultaty
Mężczyźni
| Zawodnik         | Konkurencja | Finał    | Finał   |
| Zawodnik         | Konkurencja | Rezultat | Pozycja |
| ---------------- | ----------- | -------- | ------- |
| Paulos Iiyambo   | Maraton     | 2:19:45  | 37.     |
| Namupala Reonard | Maraton     | 2:18:51  | 35.     |

Kobiety
| Zawodniczka      | Konkurencja | Finał    | Finał   |
| Zawodniczka      | Konkurencja | Rezultat | Pozycja |
| ---------------- | ----------- | -------- | ------- |
| Lavinia Haitope  | Maraton     | 2:44:02  | 50.     |
| Helalia Johannes | Maraton     | 2:32:01  | 19.     |
| Beata Naigambo   | Maraton     | 2:34:24  | 30.     |